# 和歌山県道204号印南停車場線
和歌山県道204号印南停車場線（わかやまけんどう204ごう いなみていしゃじょうせん）は、和歌山県日高郡印南町を通る一般県道である。

## 概要
印南停車場から日高郡印南町大字印南に至る。

### 路線データ
- 起点：和歌山県日高郡印南町大字印南（JR西日本紀勢本線 印南駅前）
- 終点：和歌山県日高郡印南町大字印南（印南交差点、国道42号交点）
- 実延長：606 m

## 歴史
本路線は、道路法（昭和27年法律第180号）第7条の規定に基づき、一般県道として1959年（昭和34年）に和歌山県が第1次認定した路線のひとつである。

### 年表
- 1959年（昭和34年）5月14日 - 和歌山県が一般県道として印南停車場線を認定[1]。

## 地理

### 通過する自治体
- 和歌山県
  - 日高郡印南町

### 交差する道路
| 交差する道路 | 交差する場所 | 交差する場所      |
| ------------ | ------------ | ----------------- |
| 国道42号     | 大字印南     | 印南交差点 / 終点 |

### 沿線
- JR西日本紀勢本線 印南駅
- 印南町役場
- 印南町立印南小学校